# 瓦勒德普雷
瓦勒德普雷（法語：Val-des-Prés，法語發音：[val de pʁe]）是法国上阿尔卑斯省的一个市镇，位于该省东北部，布里扬松市区东北，属于布里扬松区。

## 地名
“瓦勒德普雷”（Val-des-Prés）一名在法语中意为“草场之谷”。
缩合冠词“des”发音为[de]，在《法汉译音表》中对应“代”字，但其仅在“圣莫代福塞”（Saint-Maur-des-Fossés）等少数地名中译作“代”，《世界地名翻译大辞典》、《世界地名译名词典》和《法国地图册》等主流地名译名类书籍资料中多译作“德”。

## 地理
瓦勒德普雷（44°56'54"N, 6°40'42"E）面积44.77 平方千米，位于法国普罗旺斯-阿尔卑斯-蓝色海岸大区上阿尔卑斯省，该省份为法国东南部内陆省份，北起萨瓦省，西北接伊泽尔省，西南接德龙省，南至上普罗旺斯阿尔卑斯省，东北部与意大利接壤。
与瓦勒德普雷接壤的市镇（或旧市镇、城区）包括：布里扬松、塞尔维耶尔、蒙热内夫尔、内瓦什、圣沙夫雷、拉萨勒莱萨尔普。
瓦勒德普雷的时区为UTC+01:00、UTC+02:00（夏令时）。

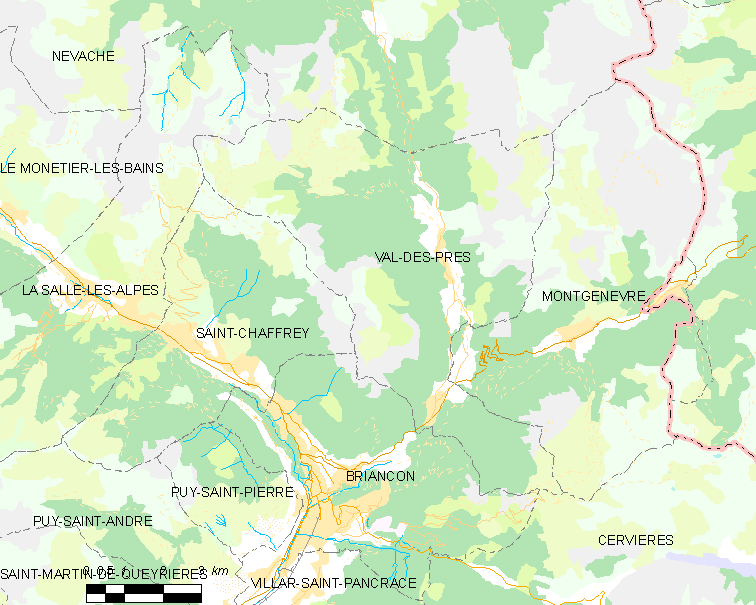
瓦勒德普雷的OSM定位图

## 行政
瓦勒德普雷的邮政编码为05100，INSEE市镇编码为05174。

## 政治
瓦勒德普雷所属的省级选区为布里扬松第二县。

## 人口

1962-2008年间瓦勒德普雷人口变化图示

瓦勒德普雷于2022年1月1日时的人口数量为610人。